# Colotis euippe
The Round-winged Orange Tip or Smoky Orange Tip.
(Colotis euippe)là một loài bướm thuộc họ Pieridae. Nó được tìm thấy ở the Afrotropic ecozone.
Sải cánh dài 35–45 mm. The adults fly year-round.
The larva feed on Maerua, Capparis, Cadaba, and Boscia species.

## Phụ loài
The following subspecies are recognised:
- Colotis euippe euippe (Linnaeus, 1758) – Round-winged Orange Tip
- Colotis euippe amytis Godart
- Colotis euippe mediata Talbot, 1939
- Colotis euippe omphale (Godart, 1819) – Smoky Orange Tip
- Colotis euippe complexivus (Butler, 1886)
- Colotis euippe exole (Reiche, 1850)
- Colotis euippe mirei Bernardi, 1960

## Life Cycle Gallery

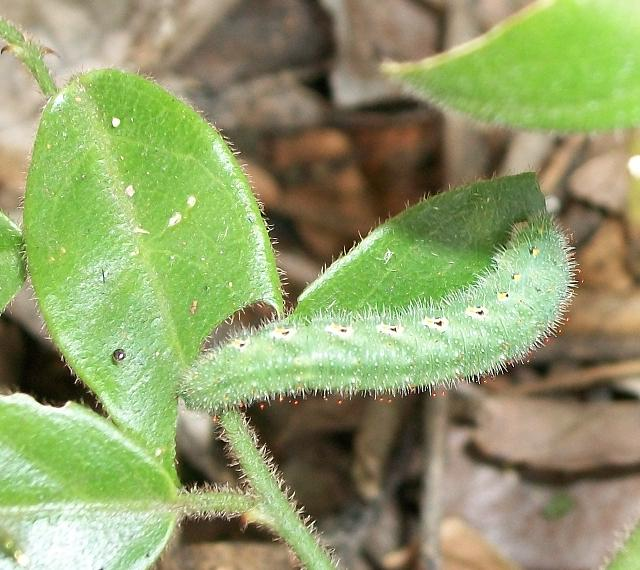
Larva on Capparis sepiaria
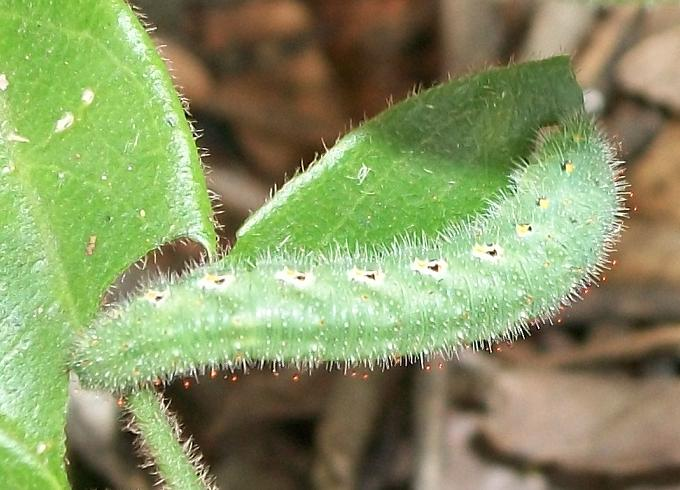
Larva
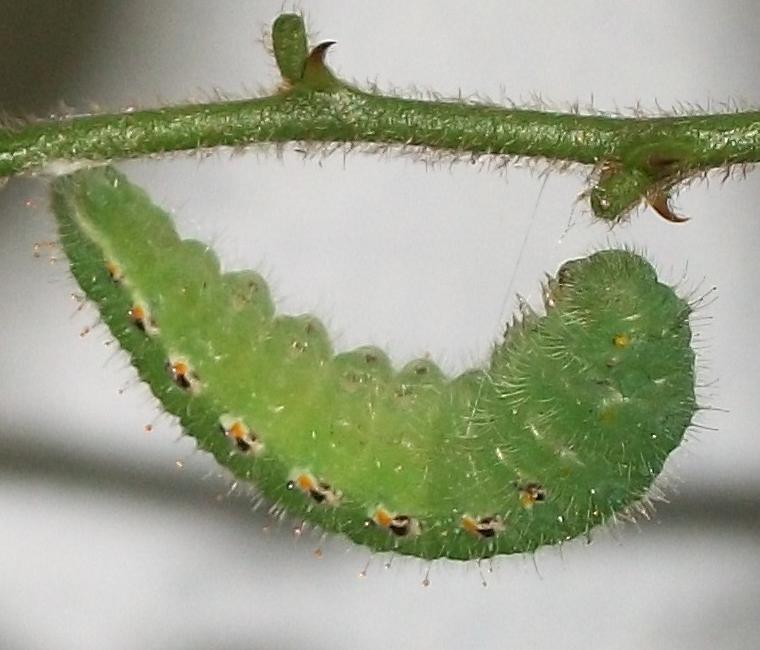
Larva pupating
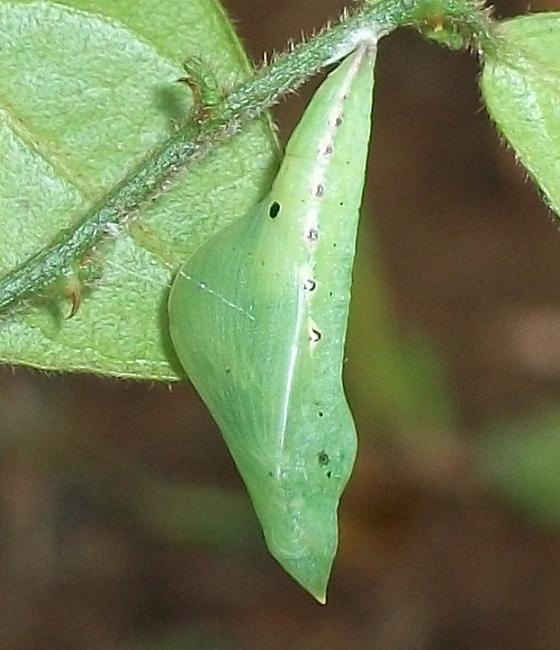
Pupa
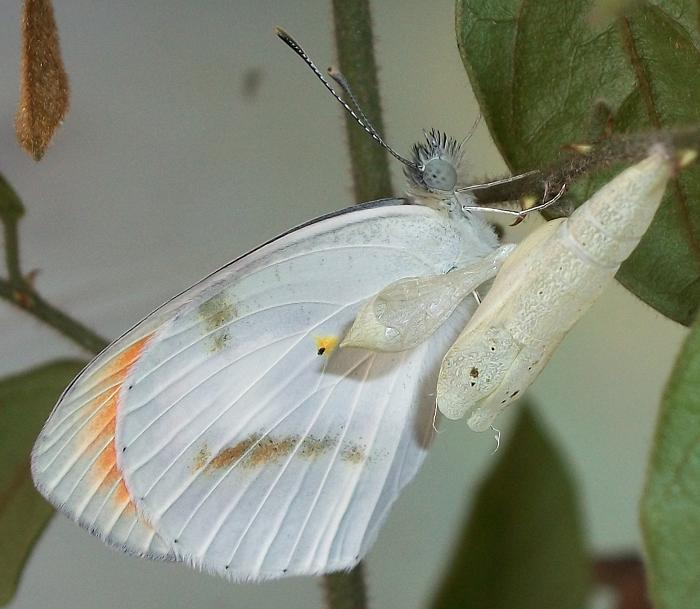
Recently hatched from pupa
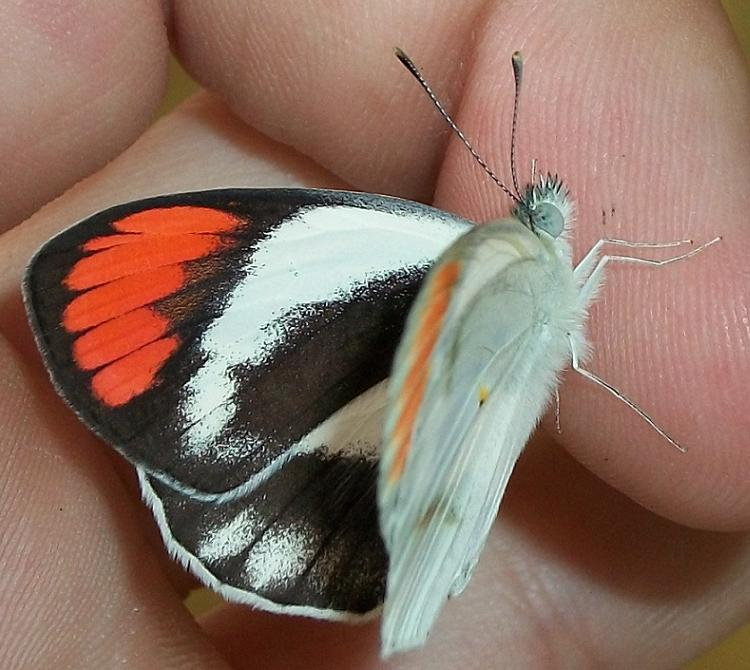
Opening wings